# Little Sis Nora
Little Sis Nora, pseudonimo di Nora Ekberg (Borås, 28 agosto 1996), è una cantante svedese.

## Biografia
Nata a Borås, in Svezia, nel 1996, Ekberg debuttò nel 2014 con I'm an Albatraoz, realizzata con l'aiuto del fratello AronChupa. Il singolo ebbe grande successo e riuscì a inserirsi nelle posizioni più alte delle classifiche mondiali. L'artista continuò a collaborare assieme ad AronChupa fino ai primi anni 2020; tra queste produzioni sono degne di nota Rave in the Grave (2018) The Woodchuck Song (2020), entrate rispettivamente alle posizioni numero 93 e 83 della classifica svedese. L'8 febbraio 2024 collaborò assieme ai russi Little Big nel singolo Hardstyle Fish.

## Discografia

### Singoli
- 2014 – I'm an Albatraoz (con AronChupa)
- 2016 – Grandpa's Groove  (con AronChupa)
- 2016 – Little Swing (con AronChupa)
- 2017 – Llama In My Living Room (con AronChupa)
- 2018 – Rave In The Grave (con AronChupa)
- 2019 – Hole In The Roof (con AronChupa)
- 2019 – Hole in the Roof (con AronChupa)
- 2020 – Thai Massage (con AronChupa)
- 2020 – Fun
- 2020 – The Woodchuck Song  (con AronChupa)
- 2020 – What Was In That Glass
- 2021 – Trombone  (con AronChupa)
- 2021 – MDMA
- 2021 – Rave In My Garage
- 2022 – Limousine
- 2022 – Booty Call
- 2022 – California Sun
- 2022 – Party Trick (Burp Song)
- 2022 – Samurai
- 2023 – My X
- 2023 – UFO (con S3RL)
- 2023 – Boogie Shoes
- 2023 – Captain Coke
- 2023 – Tangaman
- 2024 – Hardstyle Fish (con i Little Big)
- 2024 – Misery
- 2024 – The Genre Police (con AronChupa e S3RL)